# Gullmarsvallen
Gullmarsvallen är en idrottsplats som byggdes 1934 i Lysekil. Arenan används främst för fotboll av klubbarna Slättens IK och Lysekils FF. Arenan, i röd granit, byggdes på mitten av trettiotalet då arbetslösheten bland de lokala stenhuggarna var hög. Detta skedde med hjälp av statligt stöd.
År 2003 utnämnde Riksidrottsförbundet Gullmarsvallen som en av 100 idrottshistoriska platser i Sverige.
På senare tid har Gullmarsvallen gjort sig mest känd som en rockkonsertarena under sommaren.